# Van pool tot evenaar
Van pool tot evenaar was een Vlaams televisieprogramma dat een kruising tussen een quiz en een reisprogramma was. Het programma werd van 1973 tot 1990 elke zondagvooravond, vlak voor Het Journaal op de Belgische Radio en Televisie uitgezonden. Daarmee is het ook een van de langstlopende quizzen op de Vlaamse televisie.

## De show
In "Van pool tot evenaar" werden toeristisch-geografische documentaires getoond rond een bepaald land. De kandidaten, die enkele weken op voorhand de tijd kregen om informatie rond hun onderwerp te verzamelen, moesten rond dit specifieke land vervolgens vragen oplossen. De jury werd geleid door Louis Govaerts.
Begin jaren 70 was de presentatie in handen van Pros Verbruggen en Eddy Temmerman. Later ook Gi Mateusen. Nand Baert nam het van 1977 tot zijn dood in 1985 van hem over. Daarna werd het programma nog vijf jaar lang door Paul Ghijsels gepresenteerd.

## In populaire cultuur
In 1992 publiceerde Humo-hoofdredacteur Guy Mortier een boekje met humoristische koppen uit zijn blad, onder de titel "Van Pool tot Zeveraar".
Comedian Michael Van Peel schreef in 2016 een boek over zijn reis van Antwerpen naar Dakar per Vespa met als titel "Van Peel tot Evenaar". Een opname van het gelijknamige theaterprogramma werd uitgezonden op VRT Canvas.

## Meer informatie
- Baert, Nand, Blijven kijken! 50 jaartelevisie in Vlaanderen, Uitgeverij Lannoo, Tielt, 2003, blz. 154-155.